# كراي كولينز
كراي كولينز (بالإنجليزية: Kreigh Collins)‏ كان لاعب كرة مضرب أمريكي وكان يلعب باليد اليمنى. أعلى تصنيف له في الفردي كان المركز الـ 5 في سنة 1899.

## النهائيات

### الزوجي

#### الوصافة (2)
| السنة | البطولة           | الشريك        | المنافس                     | النتيجة                 |
| 1903  | البطولة الأمريكية | إل هاري ويدنر | ريجنالد دوهرتي لورنس دوهرتي | 5–7, 3–6, 3–6           |
| 1904  | البطولة الأمريكية | ريمون دي ليتل | هولكومبي وارد بيلز رايت     | 6–1, 2–6, 6–3, 4–6, 1–6 |